# Aleuropteryx juniperi
Aleuropteryx juniperi is een insect uit de familie van de dwerggaasvliegen (Coniopterygidae), die tot de orde netvleugeligen (Neuroptera) behoort. 
De wetenschappelijke naam Aleuropteryx juniperi is voor het eerst geldig gepubliceerd door Ohm in 1968.